# 马丁·齐巴克
马丁·齐巴克（1980年5月17日—），斯洛伐克男子冰球运动员。他曾代表斯洛伐克参加2006年和2010年冬季奥林匹克运动会冰球比赛，分别获得第五名和第四名。